# Aresing
Aresing är en kommun och ort i Landkreis Neuburg-Schrobenhausen i Regierungsbezirk Oberbayern i förbundslandet Bayern i Tyskland.